# Rabočaja Mysl'

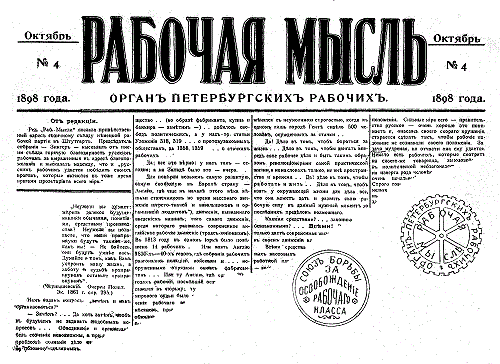
Rabočaja Mysl', n. 4, ottobre 1898

La Rabočaja Mysl' (Рабочая Mысль, Il Pensiero operaio) fu un periodico socialdemocratico russo, portavoce della corrente economicista.
Furono pubblicati sedici numeri in tutto. I primi due numeri, in forma di ciclostile, uscirono a Pietroburgo nell'ottobre e nel dicembre del 1897. A Berlino uscirono, dal 1898 all'aprile del 1901, i successivi nove numeri, cui seguirono altri quattro numeri usciti a Varsavia, e l'ultimo, nel dicembre del 1902, a Ginevra.
Il suo redattore più autorevole fu Konstantin Tachtarev (1871-1925). Altri collaboratori furono sua moglie Apollinarija Jakubova (1870-1917), Nikolaj Lochov-Ol'chin (1872-1948), V. P. Ivanšin (1869-1904) e altri.
Fondatori del giornale furono un gruppo di Kolpino, un sobborgo industriale di Pietroburgo, formato dagli operai Jakov Andreev (1873-1927), i due fratelli Dulašëv, Efimov, Vlasov, Vetts, e dagli impiegati Fel'dman, Vaneev e Ivanov. All'iniziativa aderì anche un gruppo di operai di Obuchovo, un quartiere della capitale. Gli operai di Kolpino si erano formati politicamente alla scuola di alcuni aderenti della Narodnaja Volja là residenti. Dopo il giornale, costituirono un circolo denominato Organizzazione di lotta, nel quale entrarono anche alcuni operai di Obuchovo.
Semënov, uno di questi ultimi, descrisse qualche anno dopo la natura dell'Organizzazione operaia: « L'organizzazione doveva essere puramente operaia, autonoma, indipendente dall'intelligencija » perché essi ritenevano che l'emancipazione degli operai dovesse essere compito esclusivo degli operai stessi, e l'interferenza degli intellettuali avrebbe potuto « inquinare la purezza del movimento operaio ».
La loro propaganda e agitazione non toccava temi politici, ma esclusivamente economici, semplicemente perché « non comprendevamo la lotta politica e la interpretavamo in chiave tradeunistica ». A giudizio di Semënov, essi erano influenzati senza saperlo dal cosiddetto « marxismo legale » di Struve e Tugan-Baranovskij, che li portava al revisionismo di Bernstein e all'economicismo della Kuskova e di Prokopovič.
Delle caratteristiche del circolo e del giornale riferì anni dopo Andreev:
Un articolo del primo numero denunciava la debolezza attuale del movimento operaio, alla « mercé dello zarismo » e incapace di lottare « contro il dispotismo dei capitalisti e del governo », finché non si fosse costituito in « una forza compatta, la forza consapevole dell'autonomia della classe operaia ». Tale forza si sarebbe dovuta realizzare per mezzo di una « cassa operaia », unico sostegno che avrebbe reso possibile l'attività del movimento.
A quel punto l'operaio avrebbe potuto assumersi « la responsabilità del proprio destino strappandola dalle mani dei suoi capi ». L'articolista riteneva che la politica segua sempre « docilmente l'economia e che in definitiva le limitazioni e i vincoli propri della politica si allentino durante questo percorso», e da tale considerazione deduceva per il movimento operaio la prioritaria necessità di condurre una lotta economica.
Negli anni 1896-1897 una lunga serie di scioperi aveva costretto il governo a concedere, il 16 giugno 1897, la legge che abbassava a 11 ore e mezza la durata della giornata lavorativa. Commentando quei fatti, il 7° numero della « Rabočaja Mysl' » (luglio 1899) scriveva che « una lotta di quel genere, una lotta per la riduzione della giornata lavorativa è una lotta politica e costituisce un esempio effettivo di coscienza di classe ».
Analoghe riduzioni della politica alle lotte sindacali (il cosiddetto tradeunionismo) erano teorizzate in altri numeri del giornale. Nel numero 11 (aprile 1901) era scritto di combattere « soprattutto per la libertà di sciopero, di associazione e di assemblea, per le libertà individuali di parola e di stampa, poiché queste libertà faciliteranno l'aumento del nostro salario e la riduzione della giornata lavorativa ».
Per condurre queste battaglie non era pertanto necessario un partito politico, che infatti non veniva compreso tra i mezzi indicati nel 4° numero del giornale (ottobre 1898) per far « avanzare il movimento ». Vi erano elencati gli scioperi per ottenere aumenti di salario e riduzioni d'orario, le « unioni operaie segrete e quelle di mutuo soccorso », i sindacati e le associazioni dei lavoratori « strutturate in base alle normative del ministero degli Interni », le associazioni dei consumatori, i centri educativi e ricreativi, le unioni di lotta per l'emancipazione, riviste e libri « approvati dalla censura », fino ai proclami stampati nelle tipografie clandestine.
A causa delle critiche ricevute da Lenin e Plechanov, nel 1900 il suo redattore Tachtarev propose a quest'ultimo di assumere la direzione del giornale. Plechanov subordinò la sua accettazione al consenso di Lenin, che si dichiarò contrario. Come scrisse ad Apollinarija Jakubova, le inevitabili divergenze, sostanziali e non secondarie, con le posizioni dei redattori della « Rabočaja Mysl' » avrebbero portato soltanto confusione nel movimento socialdemocratico.
Posizioni analoghe a quelle della « Rabočaja Mysl' » venivano intanto portate avanti dal periodico « Rabočee Delo » (Рабочее Дело, La causa operaia), fondato a Ginevra nell'aprile del 1899 quale organo dell'Unione dei socialdemocratici russi all'estero (Союз русских социал-демократов за границей, Sojuz russkich social-demokratov za granicej). Quest'ultimo giornale cessò le pubblicazioni nel febbraio del 1902, dieci mesi prima della « Rabočaja Mysl' ».